# Турекский повет
Турекский повет (пол. Powiat turecki) — повет (район) в Польше, входит как административная единица в Великопольское воеводство. Центр повета — город Турек. Занимает площадь 929,4 км². Население — 84 366 человек (на 31 декабря 2015 года).

## Административное деление
- города: Турек, Добра, Тулишкув
- городские гмины: Турек
- городско-сельские гмины: Гмина Добра, Гмина Тулишкув
- сельские гмины: Гмина Брудзев, Гмина Кавенчин, Гмина Малянув, Гмина Пшикона, Гмина Турек, Гмина Владыславув

## Демография
Население повета дано на 31 декабря 2015 года.
| Перепись            | Всего | Мужчины | Женщины |
| ------------------- | ----- | ------- | ------- |
| Всего               | 84366 | 41262   | 43104   |
| Городское население | 32526 | 15378   | 17148   |
| Сельское население  | 51840 | 25884   | 25956   |